# Mithridates II
Mithridates II Arsaces VII (Đại đế) là "hoàng đế vĩ đại" của Parthia từ năm 123 tới 88 TCN. Tên ông có nghĩa là "Được Mithra che chở". Ông lấy danh hiệu Epiphanes, và thành lập một hệ thống tiền tệ mới cho đất nước.

## Cai trị
Dưới triều đại ông, đế quốc Parthia có lãnh thổ rộng lớn hơn cả. Ông đánh đuổi các bộ lạc Saka, những người đã xâm lấn Parthia, chiếm giữ Đại Hạ và miền Đông Iran rồi đánh bại và giết chết hai vị tiên quân của ông trên mặt trận. Mithridates II đã mở rộng ranh giới của đế quốc Parthia. Ông đánh bại vua Artavasdes I của Armenia và chinh phạt 70 thung lũng, bắt người thừa kế ngai vàng Armenia, thái tử Tigranes làm con tin chính trị. Trong các năm 123 TCN - 115 TCN ông tiếp sứ thần nhà Tây Hán của Trung Quốc do Hán Vũ Đế gửi tới với ý định thành lập lại con đường tơ lụa.
Những đồng tiền về sau của ông cho thấy ông có râu quai nón, mang vương miện Parthia với một ngôi sao. Ông cũng can thiệp vào cuộc chiến giữa các triều đại cai trị xứ Syria. Năm 92 TCN, ông thương lượng với Lucius Cornellius Sulla, pháp quan xứ Cilicia thuộc Cộng hòa La Mã.

## Chú giải
- Junianus Justinus, xlii, 2
- Strabo, xi, 532
- Josephus, Antiquities of the Jews xiii, xiv.